# 愛的奇蹟
愛的奇蹟（愛の奇蹟）是歌手王力宏的流行音樂單曲，於日本2003年10月1日正式發行，台壓盤於2004年1月9日發行。

## 曲目
1. 愛的奇蹟
2. 流淚手心(Japanese Version)
3. 二個人不等於我們(中文版)